# الغورو تيغ باهادور
الغورو تيغ باهادور (بالبنجابية: gʊɾuː t̯eːgᵊ] bəɦaːd̯ʊɾᵊ]; وُلد في الأول من أبريل عام 1621، وتوفي في الحادي عشر من نوفمبر عام 1675)‏ وهو الغورو التاسع في الديانة السيخية. يشمل النص السيخي المقدس جورو جرانث صاحب 116 ترتيلة شعرية كتبها هو. قاوم الغورو تيغ باهادور التحول القسري الذي كان يجريه العلماء الهندوسيون الكشميريون، والذي كان يجريه المسلمون فيجبرون غير المسلمين على اعتناق الإسلام، وقد قُتل عام 1675 على الملأ بأمر من الإمبراطور أورنكزيب المغولي في دلهي، لأنه رفض حكم المغول وتحداهم. أُعدِم الغورو في سيس غانج صاحب وحُرقت جُثّته في غوردوارا غانج صاحب في دلهي. تُذكَر شهادته كل سنة في 24 نوفمبر بمناسبة اسمها شهيدي ديفات للغورو تيغ باهادور، وهذا بحسب التقويم الناناكاشاني الذي أصدرته لجنة شيروماني غوردوارا بابانداك عام 2003.

## سيرته
كان للغورو السادس هارغوبيند ابنة واحدة اسمها بيبي فيرو وخمسة أبناء: بتبت غورديتا، وسراج مال، وأني راي، وأتال راي، وتياغا مال. وُلد تياغا مال في أمريستار في الساعات الأولى من أول أبريل عام 1621، وهو الذي عُرف بعد ذلك باسم تيغ باهادور (قويّ السيف) وهو اسمٌ سمّاه به الغورو هارغوبيند بعد أن أظهر شجاعته في معركة ضد المغول.
كانت أمريستار في ذلك الوقت مركز الديانة السيخية. وكان فيها كرسيّ الغورو السيخي، ولها ارتباطات مع السيخيين في المناطق البعيدة من البلد من خلال سلسلة من المساند أو المبشرين، لذا أصبحت كعاصمة بلد. وُلد الغورو تيغ باهادور في هذه الثقافة السيخية وتدرب على الرماية والفروسية. وتعلم النصوص الكلاسيكية والفيدات والأوباناشيدات والبورانات. وكان يحب أن يقضي فترات طويلة في العزلة والتأمل. تزوج تيغ باهادور في الثالث من فبراير عام 1633، بماتا غوجري.

### إقامته في باكالا
في أربعينيات القرن السابع عشر، انتقل الغورو هارغوبيند قُبيل موته مع زوجته غوجري إلى قرية باكالا في ضواحي أمريستار، ومعه تيغ باهادور وزوجته ماتا غوجري. وكانت باكالا، كما وُصفت في غوربيلاس داسفين باتيشاهي، حينئذ بلدةً مزدهرة وفيها حدائق وآبار. بعد موت الغورو هارغوبيند، بقي تيغ باهادور في باكالا هو وزوجته وأمه. وكان يمضي معظم وقته في التأمل، وهكذا أمضى 26 عامًا في باكالا.

### الغوريّة
في مارس عام 1664، أصاب الجدري الغورو هار كريشان. وعندما سأله أتباعه من سوف يخلفه بعد موته؟ أجاب: بابا باكلا، أي إن خليفته يوجد في باكالا. استغل كثير من الناس غموض كلام الغورو الميّت، فانتقلوا إلى باكالا وادّعوا أنهم الغورو الجديد. تحيّر السيخيون بين أدعياء كثيرين.
في التراث السيخي أسطورة عن الطريقة التي اختير بها تيغ باهادور الغورو التاسع. والقصة أن تاجرًا غنيًّا صلّى يومًا من أجل حياته، ونذر أن يعطي الغورو السيخي 500 قطعة ذهبية إذا نجا. وبعدها وصل وبدأ بحثه عن الغورو التاسع. وجعل التاجر يذهب من مدّعٍ إلى آخر ويعطي كل واحدٍ قطعتين من الذهب، وهو يؤمن في قلبه أن الغورو الصحيح يعرف أنه نذر أن يعطي 500 قطعة مقابل سلامته. قبل كل مدّعٍ القطعتين وودّعه. ثم اكتشف أن تيغ باهادور يعيش في باكالا أيضًا. فقدّم التاجر لابانا قطعتين ذهبيتين لتيغ باهادور. برّك عليه تيغ باهادور وأشار إلى أن ما قدمه أقل من الذي وعد به، وهو خمسمئة قطعة. عندئذ عرف ماخان شاه لابنا الفرق بين المدّعي والغورو الحقيقي وصعد إلى السطح. ثم جعل يهتف من أعلى السطح: «غورو لادو ري، غورو لادو ري»، أي: «لقد وجدت الغورو، لقد وجدت الغورو».
في أغسطس عام 1664، وصل السنغات السيخي إلى باكالا ومسح تيغ باهادور وعيّنه الغورو التاسع. كان يقود السنغات ديوان دورغا مال، وأقام باي غورديتا مهرجان تيكا رسمي، لتسليم الغورية إلى التيغ باهادور.
وكما جرت العادة بين السيخ بعد إعدام الغورو أرجان على يد الإمبراطور المغولي جاهانغير، كان الغورو تيغ باهادور محاطًا بمرافقة مسلّحة. أمّا هو فقد عاش حياةً متقشّفة.

## روابط خارجية
- الغورو تيغ باهادور على موقع الموسوعة البريطانية (الإنجليزية)